# Alfredo Sabbadin
Alfredo Sabbadin (né le 20 janvier 1936 à Caltane di Santa Maria di Sala, en Vénétie, et mort le 26 mars 2016 à Noale) est un coureur cycliste italien.

## Biographie
Professionnel de 1957 à 1965, Alfredo Sabbadin a remporté trois étapes du Tour d'Italie.

## Palmarès

### Palmarès amateur
- 1954
  - Grand Prix de l'industrie et du commerce de San Vendemiano
- 1955
  - Astico-Brenta
  - Coppa Città di San Daniele
- 1956
  - Coppa Caldirola

### Palmarès professionnel
- 1957
  - Tour de Toscane
  - Tour du Tessin
  - 4e étape du Tour de Sicile
  - 16e étape du Tour d'Italie
  - 2e du Tour du Latium
  - 2e du Tour de Sicile
  - 2e du championnat d'Italie sur route
  - 3e de Milan-Mantoue
- 1958
  - Tour de Campanie
  - 3ea étape de Rome-Naples-Rome
  - 5e étape du Tour d'Italie
  - 2e du Tour de Vénétie
  - 3e du Tour de Romagne
- 1959
  - 20e étape du Tour d'Italie
  - 2e du Tour de Romagne
  - 2e du Tour du Tessin
- 1960
  - Grand Prix de l'industrie et du commerce de Prato
  - Trofeo Longines (avec Guido Carlesi, Silvano Ciampi, Emile Daems, Rolf Graf)
  - Tour du Piémont
  - 15e étape de Rome-Naples-Rome
- 1962
  - Coppa Sabatini
  - 2e de Milan-Vignola

## Résultats sur les grands tours

### Tour de France
2 participations
- 1960 : 41e
- 1962 : 73e

### Tour d'Italie
7 participations
- 1957 : 18e, vainqueur de la 16e étape
- 1958 : abandon (11e étape), vainqueur de la 5e étape
- 1959 : 15e, vainqueur de la 20e étape
- 1960 : abandon
- 1961 : 25e
- 1962 : abandon
- 1965 : 25e